# 科澤利希納
49°13′N 33°51′E / 49.217°N 33.850°E

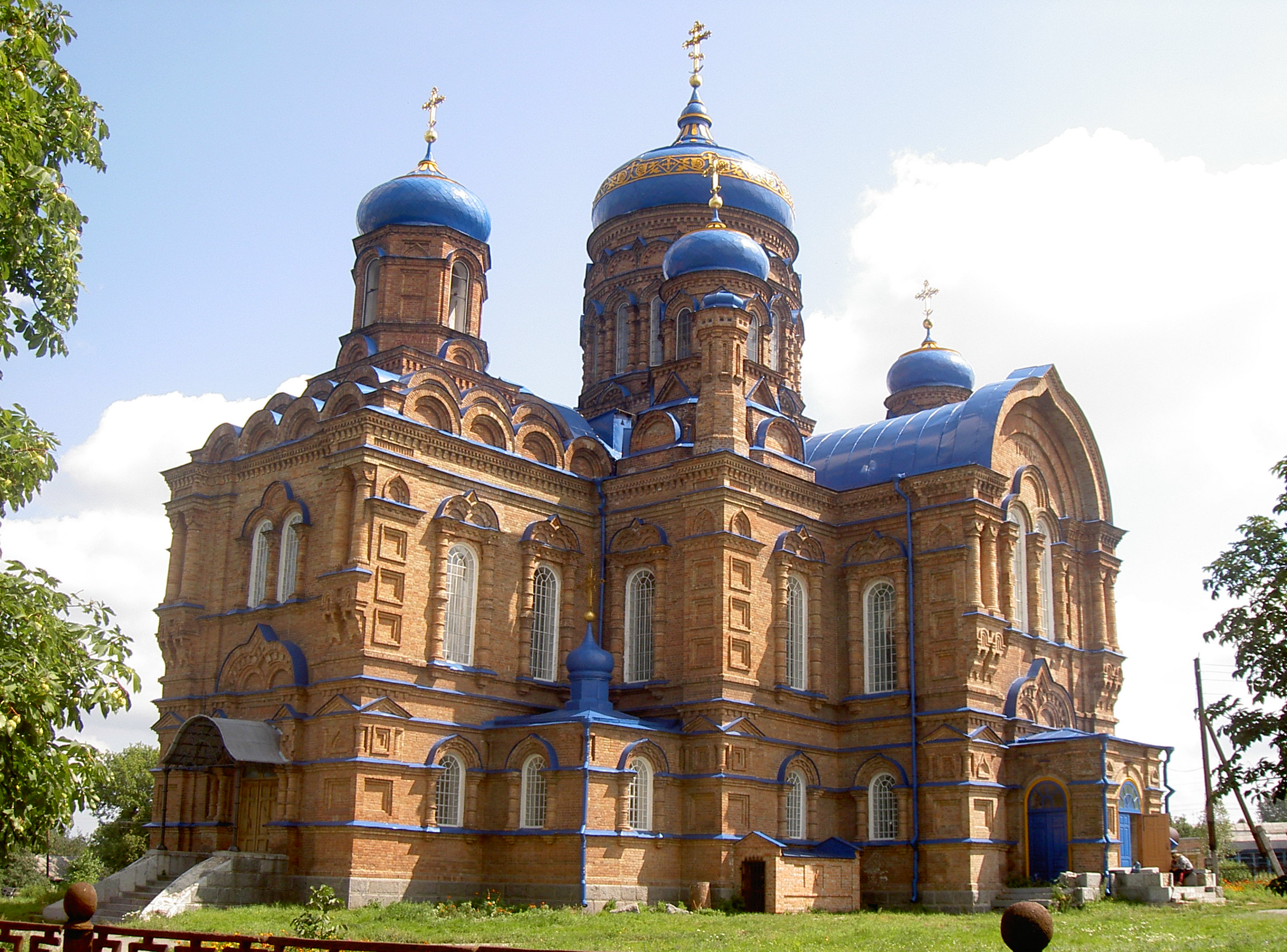
教堂

科澤利希納（羅馬化：Kozelshchyna）是烏克蘭中部波爾塔瓦州克雷门丘克区科泽利希纳市镇内的鎮及其行政中心。曾是原科澤利希納區的区府。始建於1718年，面積30平方公里，海拔高度158米，2013年人口3,805，人口密度每平方公里126.8人。